# Willisville (Illinois)
Willisville é uma vila localizada no estado americano de Illinois, no Condado de Perry.

## Demografia
Segundo o censo americano de 2000, a sua população era de 694 habitantes.
Em 2006, foi estimada uma população de 699, um aumento de 5 (0.7%).

## Geografia
De acordo com o United States Census Bureau tem uma área de
1,0 km², dos quais 1,0 km² cobertos por terra e 0,0 km² cobertos por água. Willisville localiza-se a aproximadamente 151 m acima do nível do mar.

## Localidades na vizinhança
O diagrama seguinte representa as localidades num raio de 16 km ao redor de Willisville.